# Oujour
Oujour (en russe : Ужур) est une ville du kraï de Krasnoïarsk, en Russie, et le centre administratif du raïon d'Oujour. Sa population s'élevait à 15 540 habitants en 2013.

## Géographie
Oujour est arrosée par la rivière Oujourka Tchernavka et se trouve à 209 km — 296 km par la route — au sud-ouest de Krasnoïarsk.

## Histoire
La fondation d'Oujour remonte à 1760. Elle accéda au statut de commune urbaine en 1942 et à celui de ville en 1953.
Elle abrite la 62e division de 33e armée des troupes des missiles stratégiques de la Fédération de Russie.

## Population
La population d'Oujour a atteint un pic en 1992, dépassant les 29 000 habitants avant de chuter de 45 pour cent en quinze ans.
Recensements (*) ou estimations de la population
| 1959*  | 1970*  | 1979*  | 1989*  |
| ------ | ------ | ------ | ------ |
| 23 511 | 24 533 | 28 604 | 28 376 |

| 2002*  | 2010*  | 2012   | 2013   |
| ------ | ------ | ------ | ------ |
| 17 252 | 16 093 | 15 839 | 15 540 |